# Миленијум Русије (споменик)
Миленијум Русије (рус. Тысячелетие России) је бронзани споменик у Новгородском кремљу. Подигнут је 1862. године да прослави миленијум Рјуриковог доласка у Новгород, догађај који се традиционално узима као полазна тачка историје руске државности.
Конкурс за дизајн споменика одржан је 1859. године. За победнике су проглашени архитекта Виктор Хартман и уметник Михаил Микешин. Микешинов дизајн захтевао је грандиозан, 15 метара висок глобус крсташ на постољу у облику звона. Требало је да буде окружен са неколико слојева скулптура које представљају руске монархе, свештенике, генерале и уметнике који су били активни током различитих периода руске историје.
Сам Микешин није био вајар, па су 129 појединачних статуа за споменик израдили водећи руски вајари тог времена, укључујући његовог пријатеља Ивана Шредера и прослављеног Александра Опекушина . Прилично неочекивано за такав званични пројекат, цареви и команданти су били представљени раме уз раме са шеснаест угледних личности руске културе. Иван Грозни је познато одсутан са споменика због своје улоге у пљачкању и масакру Новгорода 1570. године. Поред московских кнезова, представљени су средњовековни литвански династи попут Гедимина или Витаутаса Великог који су владали источним Словенима данашње Белорусије и Украјине.
Споменик је био најскупљи руски споменик до тада, плаћен 400.000 рубаља, углавном прикупљених јавном претплатом. Да би се обезбедио одговарајући постоље за огромну скулптуру, у Новгород је донето шеснаест блокова гранита Сортавала, сваки тежак преко 35 тона. Сам бронзани споменик тежак је 100 тона.
У време када је споменик свечано отворен, многи ликовни критичари су сматрали да је преоптерећен фигурама. Присталице сматрају да је Микешинов дизајн хармоничан са средњовековним окружењем Кремља и суптилно наглашава вертикални помак и величину оближње Саборне цркве Свете Софије из 11. века.
Током Другог светског рата, Немци су демонтирали споменик и припремили га за транспорт у Немачку. Међутим, Црвена армија је повратила контролу над Новгородом и споменик је враћен јавности 1944. године. Спомен-кованица од 5 рубаља пуштена је у продају у СССР- у 1988. године у знак сећања на споменик. Миленијум крштења Русије био је први национални и верски фестивал који је спонзорисала држава од престанка државне атеистичке политике почетком 1980-их.

## Галерија
- Личности из периода просветитељства
- Државници
- Војници
- Уметници
- Отварање споменика на слици Богдана Вилевалдеа, 1862.
- Миленијум Русије на новчаници од 5 рубаља, 1997–2001
- Изградња споменика 1862. године.
- Спомен-медаља споменика 1862. године када је градња завршена